# Bonerama
Bonerama ist eine US-amerikanische Funk-Brass-Band aus New Orleans.

## Geschichte
1998 wurde die Gruppe von den beiden Posaunisten Mark Mullins und Craig Klein gegründet. Die außergewöhnliche Besetzung besteht aus vier Posaunen, einer Gitarre, einem Sousaphon und einem Schlagzeug. Die Band trat bereits auf mehreren bekannten Jazz-Festivals auf, unter anderem 2006 beim New Orleans Jazz & Heritage Festival und 2008 beim JazzFest Berlin.
Beim Sugar Bowl am 1. Januar 2008 spielte Bonerama die US-amerikanische Nationalhymne.
Die Gruppe veröffentlichte mehrere CDs, wobei es sich meist um Live-Mitschnitte von Konzerten handelt.

## Diskografie
- 2019: Bonarama Plays Led Zeppelin (Album)
- 2017: Hot Like Fire (Album)
- 2013: Shake It Baby (Album)
- 2009: Hard Times (EP)
- 2008: You’re Not Alone (EP)
- 2007: Bringing It Home (Album, Live)
- 2004: Live from New York (Album)
- 2001: Live at the Old Point (Album)